# محمدحسین جمال
محمدحسین جمال یک کشتی‌گیر اهل ایران و عضو اسبق تیم ملی کشتی فرنگی ایران است. او همچنین ریاست هیئت مدیره انجمن پیشکسوتان ورزش استان قم را بر عهده دارد.
محمدحسین جمال در دوره‌های مختلف عضو کمیته فنی مسابقات کشتی فرنگی بین‌المللی جام یادگار امام و تیم ملی ایران بوده‌است.
محمد حسین جمال نخستین مدال‌آور قم در رشته کشتی فرنگی در سال ۱۹۷۰ میلادی است. او چندین سال رئیس اداره تربیت بدنی قم بود که اماکن ورزشی بسیاری در دوران مدیریت او ساخته شد.
محمد حسین جمال دارای ۳ فرزند بنامهای امیرحسین،
آزاده و سمانه
می‌باشد. 